# Capnia levanidovae
Capnia levanidovae is een steenvlieg uit de familie Capniidae. De wetenschappelijke naam van de soort is voor het eerst geldig gepubliceerd in 1969 door Kawai.